# Boucaid
Boucaid è un comune dell'Algeria, situato nella provincia di Tissemsilt.